# Edith Evanson
Edith Evanson (* 28. April 1896 in Tacoma, Washington; † 29. November 1980 im County Riverside, Kalifornien) war eine US-amerikanische Schauspielerin.

## Leben und Karriere
Edith Evanson wurde als Tochter eines protestantischen Pfarrers mit englischen und deutschen Wurzeln geboren. Ihre erste Anstellung fand sie als Stenotypistin am Gericht. Sie trat bereits während ihrer Highschool-Jahre in mehreren Theaterstücken auf und spielte auch später bei verschiedenen Theatergruppen. Doch ihren ersten Film drehte sie erst 1940, im Alter von 44 Jahren. Eine ihrer ersten Rollen hatte sie als Krankenschwester des alten Jedediah Leland in Citizen Kane. Häufig spielte sie etwas schrullige, aber gutherzige Frauen fortgeschrittenen Alters. Edith Evanson trat im Laufe ihrer Karriere an der Seite großer Schauspieler wie Greer Garson, Joan Crawford, James Stewart und Spencer Tracy auf. Besonders häufig spielte sie in Nebenrollen Haushälterinnen, Sekretärinnen oder Tanten.
Evansons vielleicht bekannteste Rolle war Mrs. Wilson, die Haushälterin der beiden Mörder, in Alfred Hitchcocks Thriller Cocktail für eine Leiche aus dem Jahre 1948. Sechzehn Jahre später erfolgte eine weitere Zusammenarbeit mit Hitchcock in Marnie, wo Evanson eine kleinere Rolle als Putzfrau hatte. Einen weiteren nennenswerten Auftritt übernahm sie als Tante Sigrid im Filmdrama Geheimnis der Mutter an der Seite von Irene Dunne. Edith Evanson hatte ab den 1950er-Jahren zusätzlich Gastrollen in Fernsehserien wie Lassie und Alfred Hitchcock präsentiert. Der Regisseur George Cukor brachte Evanson dazu, mit Marilyn Monroe den schwedischen Akzent für ihren Film Something’s Got to Give zu üben. Sie übten über mehrere Monate bis wenige Tage vor Monroes Tod zusammen.
In den 1960er- und 1970er-Jahren zog sie sich zusehends aus dem Schauspielgeschäft zurück. Bis 1974 wirkte Evanson in insgesamt rund 120 Film- und Fernsehproduktionen mit. Sie verstarb 1980 im Alter von 84 Jahren. Da sie bei ihrem Tod keine engere Familie mehr hatte und nie verheiratet war, vermachte sie ihr Vermögen der protestantischen Kirche und den Demokraten, deren Anhänger sie zeitlebens war.

## Filmografie (Auswahl)
- 1940: The Man Who Wouldn't Talk
- 1941: Citizen Kane
- 1941: Blüten im Staub (Blossoms in the Dust)
- 1942: Die Frau, von der man spricht (Woman of the Year)
- 1942: Orchestra Wives
- 1942: Dr. Gillespie’s New Assistant
- 1942: Reunion in France
- 1943: The Moon Is Down
- 1944: Der Morgen gehört uns (And Now Tomorrow)
- 1945: Die tollkühnen Abenteuer des Captain Eddie (Captain Eddie)
- 1946: Mein Herz gehört dem Rebellen (The Fighting Guardsman)
- 1946: Der geheimnisvolle Gast (Mysterious Intruder)
- 1947: Singapur (Singapore)
- 1947: Amber, die große Kurtisane (Forever Amber)
- 1948: Geheimnis der Mutter (I Remember Mama)
- 1948: Cocktail für eine Leiche (Rope)
- 1948: Die Geliebte des Marschalls (The Gallant Blade)
- 1948: Startbahn ins Glück (You Gotta Stay Happy)
- 1949: Madame Bovary und ihre Liebhaber (Madame Bovary)
- 1950: Mordsache: Liebe (Perfect Strangers)
- 1950: Im Solde des Satans (The Damned Don’t Cry!)
- 1950: Frauengefängnis (Caged)
- 1950: Menschen ohne Seele (Union Station)
- 1950: The Magnificent Yankee
- 1951: Auf Bewährung freigelassen (The Company She Keeps)
- 1951: Der Revolvermann (The Redhead and the Cowboy)
- 1951: Zwei in der Falle (Rawhide)
- 1951: Reporter des Satans (Ace in the Hole)
- 1951: Der Tag, an dem die Erde stillstand (The Day the Earth Stood Still)
- 1951: Bomba, der Herr der Elefanten (Elephant Stampede)
- 1952: Hans Christian Andersen und die Tänzerin (Hans Christian Andersen)
- 1953: Mein großer Freund Shane (Shane)
- 1953: Space Patrol (Fernsehserie, Folge 3x23)
- 1953: Der Schweigsame Fremde (The Stranger Wore a Gun)
- 1953: Heißes Eisen (The Big Heat)
- 1954: Désirée
- 1955: Postraub in Central City (The Road to Denver)
- 1955: Das Mädchen auf der roten Samtschaukel (The Girl in the Red Velvet Swing)
- 1956: Tag der Entscheidung (The Leather Saint)
- 1957: Das nackte Gesicht (The Young Stranger)
- 1957: Abenteuer im wilden Westen (Zane Grey Theater, Fernsehserie, Folge 2x07)
- 1957–1958: Alfred Hitchcock präsentiert (Alfred Hitchcock Presents, Fernsehserie, 2 Folgen)
- 1959: Lassie (Fernsehserie, Folge 6x10 Der kleine Aufschneider)
- 1959: Die Reise zum Mittelpunkt der Erde (Journey to the Center of the Earth)
- 1960: Toby Tyler, or Ten Weeks with a Circus
- 1960: Cheyenne (Fernsehserie, Folge 4x10)
- 1961: Outlaws (Fernsehserie, Folge 1x16)
- 1963: Das Gift des Bösen (Twice-Told Tales)
- 1963: Der Preis (The Prize)
- 1964: Rauchende Colts (Gunsmoke, Fernsehserie, Folge 9x24)
- 1964: Marnie
- 1966: Penelope
- 1968: Bullen – wie lange wollt ihr leben? (The Split)
- 1971: The Seven Minutes
- 1971: Nanny und der Professor (Nanny and the Professor, Fernsehserie, Folge 3x15)
- 1972: Notruf California (Emergency!, Fernsehserie, Folge 1x04)
- 1974: Apple's Way (Fernsehserie, Folge 1x05)